# DAF 55
O DAF 55 era um veículo de passeio produzido pela empresa holandesa DAF (sigla de Van Doorne's Automobiel Fabriek), a partir de 1967, um ano após o lançamento do DAF 44.

## História
Esse modelo tinha a mesma carroceria e o mesmo chassis do DAF 44, mas era equipado com um motor de 4 cilindros (1.108 cc) refrigerado fabricado pela Renault, que tinha 50 cv de potência que permitia que o veículo de 785 kg alcançasse a velocidade máxima de 136 km/h e aceleração de 0 a 80 km/h em 12 s.
Esse motor mais potente exigiu adaptações no sistema de transmissão continuamente variável denominado Variomatic, utilizado em todos os veículos de passeio fabricados pela DAF na época, isso porque um motor mais potente gerava maior desgaste nas correias do Sistema Variomatic e as correias mais duráveis e fortes pesavam mais e ofereciam menos atrito.
Entre 1967 e 1972 foram produzidas 153.263 unidades.
O DAF 55 teve uma versão esportiva denominada "Marathon" que tinha 63 cv de potência, conseguida por meio de um carburador maior e pela alteração da taxa de compressão dos cilindros. Essa versão alcançava a velocidade máxima de 145 km/h. Entre 1971 e 1972, foram produzidas 10.967 unidades desta versão.
Em 1972, o DAF 55 foi substituído pelo DAF 66.